# 埃勒迪洛韦特
埃勒迪洛韦特（法語：Éleu-dit-Leauwette，法語發音：[elø di lowɛt]）是法国上法蘭西大區加来海峡省的一个市镇，属于朗斯区。

## 地理
埃勒迪洛韦特（50°25'15"N, 2°48'40"E）面积1.17 平方千米，位于法国上法蘭西大區加来海峡省，该省份为法国北部沿海省份，西北濒北海，南至索姆省，东临北部省。
与埃勒迪洛韦特接壤的市镇（或旧市镇、城区）包括：阿维翁、朗斯、列萬。

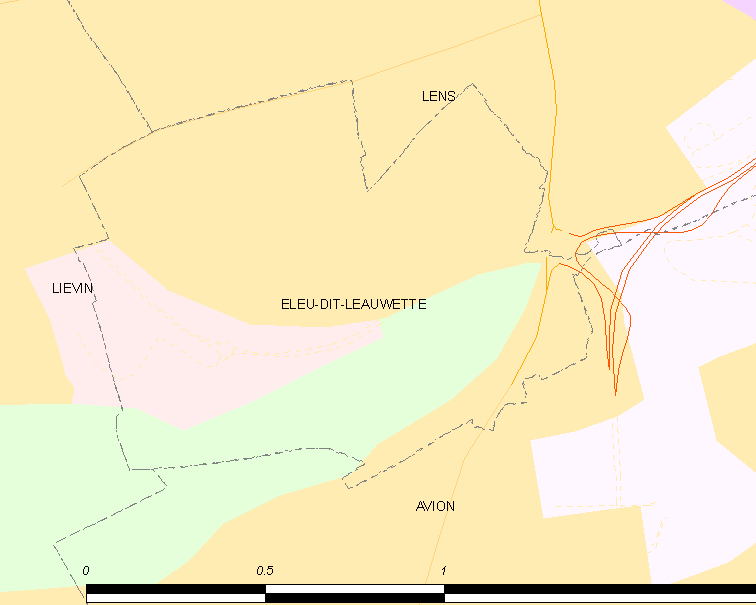
埃勒迪洛韦特的OSM定位图

埃勒迪洛韦特的时区为UTC+01:00、UTC+02:00（夏令时）。

## 行政
埃勒迪洛韦特的邮政编码为62300，INSEE市镇编码为62291。

## 政治
埃勒迪洛韦特所属的省级选区为列万县。

## 人口

1962-2008年间埃勒迪洛韦特人口变化图示

埃勒迪洛韦特于2022年1月1日时的人口数量为2815人。